# Salvatore Pagliaro Bordone
Salvatore Pagliaro Bordone (Capizzi, 18 aprile 1843 – Capizzi, 21 giugno 1925) è stato uno storico e saggista italiano.

## Biografia
Nacque a Capizzi nel 1843, dal vice pretore Agostino Pagliaro Bordone e da Concetta D'Angelo Bordone. Ottenuto nel 1865 il diploma di abilitazione al notariato, continuò a studiare medicina, in modo specifico oculistica. Eletto consigliere comunale nel 1871, scrisse varie opere storiografiche edite e inedite su Capizzi, Mistretta e Cerami e opere sulla medicina. In particolare, del saggio storico “Mistretta antica e moderna”, pubblicato originariamente dall’autore nel 1902.